# Oued El Makhazine
Oued El Makhazine (en àrab واد المخازن, Wād al-Maẖāzin; en amazic ⵡⴰⴷ ⵍⵎⴰⵅⴰⵣⵉⵏ) és una comuna rural de la província de Kénitra, a la regió de Rabat-Salé-Kenitra, al Marroc. Segons el cens de 2014 tenia una població total de 7.266 persones.